# André Gazut
André Gazut est un photographe, cinéaste, directeur de la photographie, scénariste, producteur et réalisateur français de documentaires, né le 25 novembre 1938 à Firminy (Loire).
Le travail d’André Gazut est marquée par un profond humanisme et un engagement constant pour la vérité et la justice. Ses reportages ont non seulement informé le public, mais ont également contribué à sensibiliser l’opinion publique sur des questions cruciales.

## Biographie
André Gazut, est stagiaire reporter-photographe, à Paris, au mensuel Réalités quand il voit, en décembre 1956, au service photo, une dizaine de photos de torture pratiquée par des soldats français en Algérie, faites par un collègue de retour de Kabylie. Ce qui va le marquer profondément, ainsi que son œuvre toute au long de sa vie. « Pour moi, la torture, c'était le symbole du nazisme ! » Un parallèle qui le touche tout particulièrement car son père, qu'il n'a jamais vraiment connu, est décédé dans un camp allemand en 1941.
Non-violent et anticolonialiste, il refuse de porter les armes et se trouve incorporé en 1959 à Pau comme parachutiste. Breveté parachutiste, il est affecté à Toul au service de santé. En 1960, il déserte pour rejoindre le groupe de réfractaires contre la guerre d'Algérie, Jeune Résistance, à Genève. Condamné à 3 ans de prison, il sera amnistié en 1966.
Il entre en 1961 à la Télévision suisse romande comme caméraman d'actualité. En 1970, il devient réalisateur et participe à la création de Temps présent, produit alors par Claude Torracinta, où il réalisera de nombreux reportages dans plus de 50 pays et couvrira une quinzaine de conflits. Il deviendra plus tard producteur de l'émission.
Il réalise en 1974 Un Destin : Général de Bollardière, portrait de Jacques Pâris de Bollardière, seul officier supérieur à dénoncer publiquement l'usage de la torture pendant la guerre d'Algérie. il dénonce à ses chefs « certains procédés » pratiqués par une partie de l'armée française dans la recherche du renseignement lors de la guerre d'Algérie. De Bollardière quitte l'armée et devient une figure majeure de la non-violence en France.
Pour Arte, en 2002, il réalise Pacification en Algérie, un documentaire composés de deux parties : 1. Le Sale Boulot, 2. La Politique du Mensonge.
En 2024, ses photos de grand reporter sont exposées à Genève, à L’Espace Nouveau Vallon.Aujourd'hui[Quand ?] retraité, André Gazut s'engage pour diverses causes, dont la résistance non-violente en Palestine, où il se rend chaque année.

## Engagement politique
André Gazut à propos de son travail : «Mes sujets ont presque tous en commun la violence, qu'elle soit armée, coloniale, institutionnelle ou infligée sur les lieux de travail.» Une obsession dont l'origine prend racine dans la guerre d'Algérie en 1957, où il a œuvré pacifiquement en participant à la contre-propagande coloniale française.

## Filmographie
- 1969 :  Quand les Attitudes deviennent Formes
- 1973 : Angola, Peaux Noires, Rêves Blancs[8]
- 1974 : Un Destin : Général de Bollardière
- 1977 : Chili: Ordre Travail Obéissance
- 1996 : Les Apprentis Sorciers (avec Brigitte Rossigneux)
- 2000 : L'Oeil Témoin[5]
- 2002 : Pacification en Algérie : Le Sale Boulot & La Politique du Mensonge